# Galicyjski Rynek
Galicyjski Rynek – sektor miejski w Muzeum Budownictwa Ludowego w Sanoku, oficjalnie otwarty 16 września 2011 roku przez ministra Bogdana Zdrojewskiego.
W obrębie rynku pokazane są przykłady urbanizacji miasteczek występujących na terenie 13 podkarpackich miejscowości zgrupowanych przy ul. Aleksandra Rybickiego 3 w Sanoku; m.in. repliki domów z Dębowca, Jaślisk, Sanoka, Jaćmierza, Niebylca, Jedlicza, Birczy, Rybotycz, Sokołowa, Brzozowa i Starej Wsi oraz tradycyjne obiekty z Ustrzyk Dolnych, w tym dom żydowski i remiza z Golcowej. Każdy obiekt sanockiego skansenu stanowiący zabudowę rynku wedle swojej funkcji został wyposażony w stosowne meble, sprzęty i urządzenia dające zwiedzającym pełny obraz życia, pracy, i wypoczynku mieszkańców galicyjskiego miasteczka.

## Budowa sektora miejskiego
Projekt budowy sektora małomiasteczkowego powstał na początku lat osiemdziesiątych XX wieku w pracowni Aleksandra Rybickiego. Jego ideą było pokazania przykładów budownictwa z przełomu XIX i XX wieku, zrekonstruowanie historycznego galicyjskiego rynku ze wszystkimi jego funkcjami. W roku 1986 została opracowana szczegółowa koncepcja zagospodarowania sektora w północno-zachodniej części skansenu, jej autorem był dr Henryk Olszański, a konsultantem całego zamierzenia prof. Jerzy Czajkowski. Skansen sanocki dysponował inwentaryzacją wszystkich obiektów, a także bogatym zasobem archiwaliów fotograficznych i opisowych, niezwykle pomocnych przy rekonstrukcji budynków. W badaniach terenowych brali udział m.in. pracowni MBL Stanisław Bartoszek, Danuta Blin-Olbert, Romualda Grządziela, Jadwiga Malinowska, Maria Marciniak, Emilia Młyńska, Henryka Niedźwiedzka, Lidia Nikiel, Halina Piasecka, Leszek Puchała, Wojciech Salwa, Jan Stepek, Piotr Worytkiewicz, oraz Ewa Fryś-Pietraszkowa i Alicja Małek  z Instytutu  Sztuki PAN w Krakowie. Dokumentację fotograficzną sporządzili Władysław Szulc, Marian Kraczkowski i Jan Świderski, rysunkową Fryderyka Czarnecka. Projekty wyposażenia wnętrz przygotowały Romualda Grządziela i Danuta Blin-Olbert. Autorką ekspozycji poświęconej kulturze żydowskiej była Renata Kinga Jara.
Od listopada 2009 projekt realizowany był ze środków unijnych. Wykonawcą robót budowlano-montażowych było Konsorcjum Przedsiębiorstwo Kamieniarskie „WOLSKI” Kazimierz Wolski z Kluszkowiec (lider), Firma Budowlana Paczka Józef z Nowego Targu (partner), Firma Remontowo-Budowlana Władysław Pająk z Dzianisza (wykonawca konstrukcji zrębowych) oraz Krośnieńskie Przedsiębiorstwo Budowlane (podwykonawca).
Początkowy plan budowy został opóźniony o ponad rok z powodu protestu radnego wojewódzkiego Józefa Frączka.
Podczas otwarcia minister kultury i dziedzictwa narodowego Bogdan Zdrojewski powiedział:

Nie można zapominać o dziedzictwie, które się rozpada, zanika. Jest dziedzictwem dnia codziennego, ale już odległego. Takim dobrym przykładem jest Rynek Galicyjski [...] Zawsze będę wymieniać tę inwestycję jako inwestycję wzorcową wartą odwiedzenia budującą kompletną ofertę kulturalną w Polsce.

Replikę galicyjskiego rynku wybrukowanego „kocimi łbami” o pow. 5,5 tys. m² otacza obecnie 26 budynków parterowych, o konstrukcji zrębowej, rzadziej przysłupowej, wykonanych z drewna jodłowego, posadowionych na kamiennych podmurówkach, z dachami pokrywanymi gontem. W „miasteczku” tym znalazły się takie obiekty jak: karczma z kręgielnią, poczta, urząd gminy, remiza, apteka, domy żydowskie, sklep, trafika, warsztat ślusarsko-kowalski oraz zakłady: stolarski, fryzjerski, krawiecki, szewski, zegarmistrzowski i fotograficzny. Znajdą tu także swoje miejsce zwykli rolnicy.
W przyszłości planowana jest również budowa repliki synagogi w obrębie rynku. Wartość przedsięwzięcia wyniosła do roku 2011 ponad 20 mln zł.

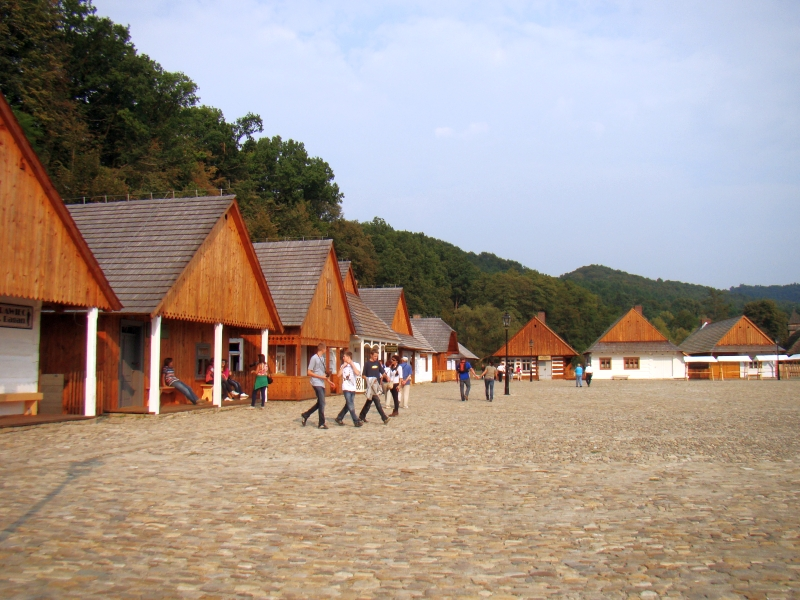
Pierzeja północno-wschodnia
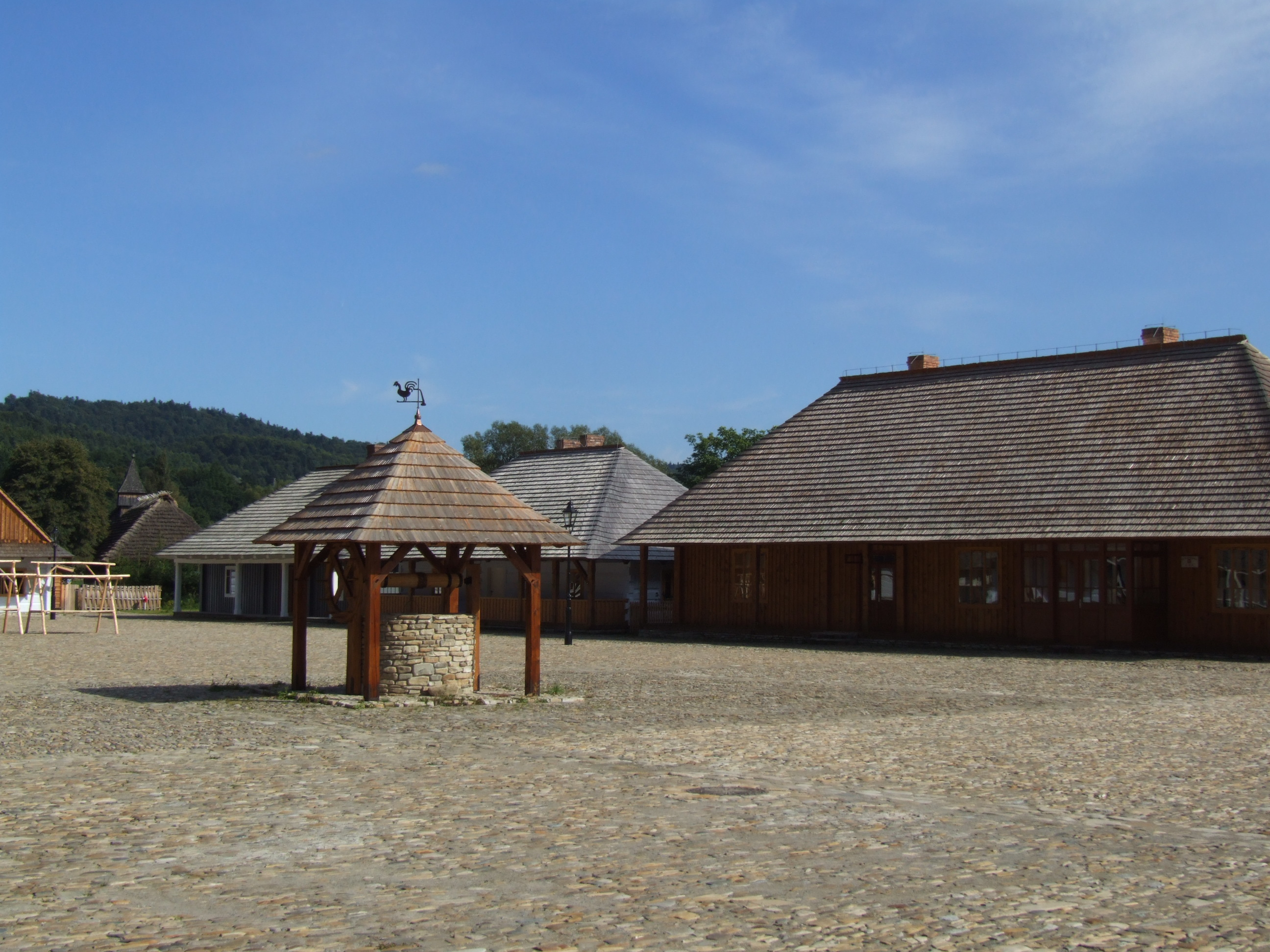
Pierzeja południowa; repliki apteki, urzędu gminy z Jedlicza i urzędu pocztowego z Brzozowa
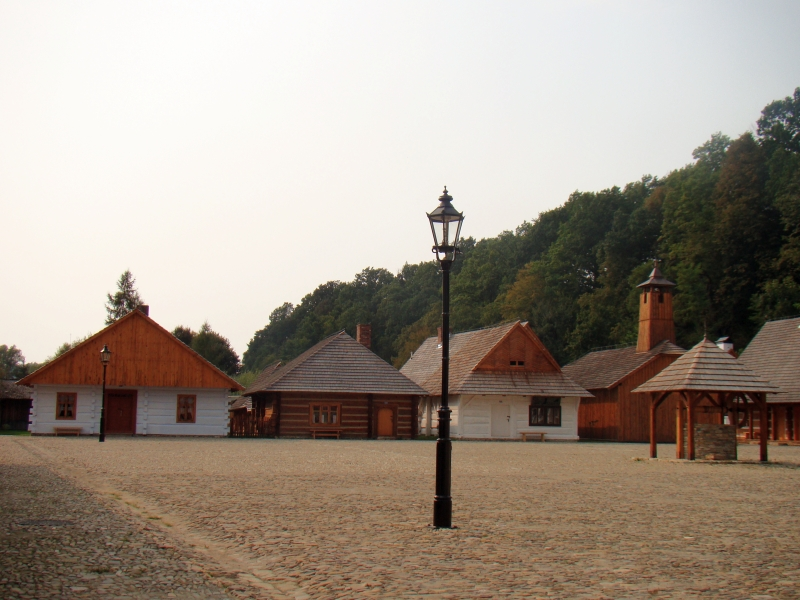
Pierzeja zachodnia; dom żydowski, zakład szewski i remiza strażacka
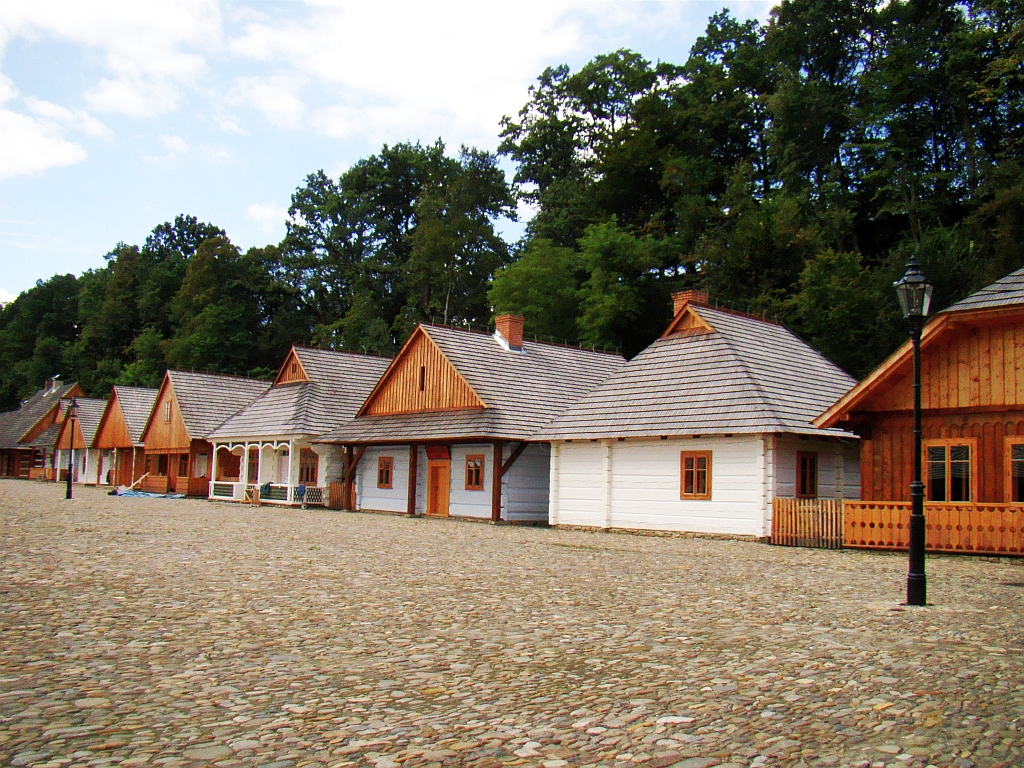
Pierzeja północna

## Z historii galicyjskich miasteczek
W okresie średniowiecza w ramach tworzących się praw miejskich i związanych z nimi przywilejami targowymi oraz rodzącym się popytem i wymianą handlową wyodrębniła się przejściowa, prawno-administracyjna jednostka osadnicza zwana kolokwialnie miasteczkiem. Funkcjonowała ona między miastem a wsią, z charakterystycznym handlowo-rzemieślniczym podziałem specjalności.  Sam fakt zamieszkiwania w takich miejscowościach przynosił jej mieszkańcom zarówno ekonomiczne, jak i osobiste przywileje. Dzięki prawu miejskiemu mogły się tu tworzyć i otwierać cechy kowali, tkaczy, szewców, krawców itp. specjalności zaopatrujących lokalne społeczności. Ten typ osiedla popularny był w dawnych Węgrzech od XIV wieku do 1871 r. W Polsce porozbiorowej takie jednostki osadnicze posiadały własne sądownictwo i pieczęć, z przywilejem na targi i własny samorząd albo i bez przywilejów. Niejednokrotnie pozbawione możliwości rozwojowych, miasteczka pomimo uzyskanych praw miejskich, miastem było jedynie z nazwy, herbu i przywileju. Osada taka mogła dalej prowadzić życie typowo wiejskie, a główną działalnością jej mieszkańców było rzemiosło, drobny handel oraz uprawa łanów ziemi przydzielonych przez właściciela.

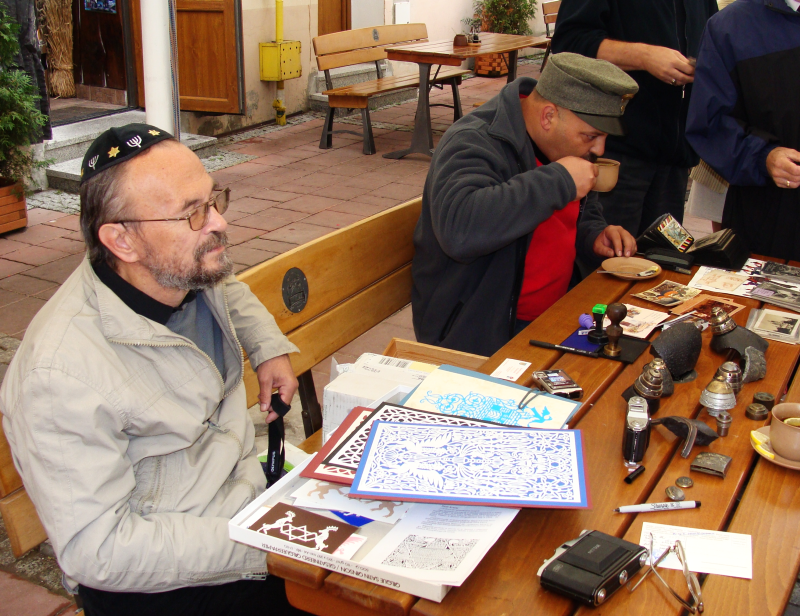
Wycinanki pana Piotra Kranc Sztuczyńskiego zdobią obecnie żydowskie domy Galicyjskiego Rynku

18 lutego 1846 ogłoszono powstanie krakowskie i zniesienie pańszczyzny, które od razu skończyło się fiaskiem wobec chłopskiej wrogości. Następnego dnia zaczęła się tzw. „rzeź galicyjska”, skierowana przeciw ziemianom i inteligentom. Grupki chłopskich powstańców rzuciły się na dwory, często i na miasteczka.
W okresie interwencji zbrojnej Rosji przeciw powstaniu węgierskiemu w roku 1848 przez cyrkuł sanocki w marszu przez Przełęcz Dukielską przemieszczały się oddziały rosyjskiej armii pod dowództwem Paskiewicza, które stacjonowały między Jaśliskami i Rymanowem. Sotnie kozaków w tym czasie pod komendą Popowa i hrabiego Dołgowa stacjonowały m.in. w Nowotańcu, Nadolanach i Bukowsku.
Poborowi z omawianego obszaru odbywali służbę wojskową przeważnie w 45pp. i 13pu. W roku 1866 13 pułk składał się w większości z Polaków mieszkańców Galicji środkowej. 24 czerwca 1866, dowodzony przez płka Maksymiliana Rodakowskiego, przeprowadził szarżę na pułki włoskiej piechoty pod Custozą. 13 galicyjski pułk ułanów zapłacił zwycięską szarżę wysokimi stratami i stał się od tego czasu bardzo popularnym. Płk. Rodakowski w pamiętnikach stwierdza, iż jego chłopcy „przyczynili się nadzwyczajnie do podniesienia sławy rycerskiej Polaków i ułanów austriackich”. W roku 1862 nastąpił początek reform konstytucyjnych w Galicji – na skutek m.in. wystąpień Agenora Gołuchowskiego – mających na celu przywrócenie samorządowego ustroju kraju. Nawiązano wówczas w kwestiach wykonawczych do magistratów miejskich z okresu Polski sprzed roku 1772. W roku 1867 Cesarz Austrii przyznał Galicji Autonomię.
Małe miasta były typowymi założeniami urbanistycznymi na terenie Polski południowo-wschodniej, bardzo często o charakterze wielonarodowościowym. Galicja była tradycyjnie regionem wielonarodowościowym i wielowyznaniowym. Obok Polaków i Rusinów mieszkali tu Żydzi, Niemcy, Ormianie, Wołosi, Rosjanie i inne narodowości. Kościół Katolicki był reprezentowany w trzech obrządkach: łacińskim, bizantyjskio-ukraińskim i ormiańskim. Działały tu również administratury Kościołów protestanckich oraz prawosławnych, ponadto żyli tu mozaiści i muzułmanie.
Zdecydowana większość galicyjskich Łemków zajmowała się rolnictwem. Bardzo nieliczna była grupa ludności mieszkającej w miasteczkach Łemkowszczyzny głównie w Tyliczu, Krynicy i Grybowie. Warstwę inteligencji w tej społeczności tworzyli przede wszystkim kler i nauczyciele.
Odrębną i stosunkowo liczebną grupą byli Żydzi zamieszkujący galicyjskie miasteczka

„Administracja austriacka określała Żydów jako oszczędnych i zdolnych, z którymi nie mógł rywalizować ani chłop, ani tym bardziej mieszczanin galicyjski. Starosta lwowski Mūhlbacher obliczył w 1783, że Żyd galicyjski wydawał przeciętnie na swoje utrzymanie do 30 zł rocznie, starosta zaleszczycki Hausegger, że wydawał on  w ciągu czterech tygodni tyle, ile chrześcijanin w ciągu tygodnia. Uważano ich też za abstynentów, przy tym jadających bardzo skromnie, lepiej tylko w czasie szabasu. Skutkiem więc oszczędnego trybu życia, mogli pozwolić sobie na konkurencję w handlu z chrześcijańskimi kupcami. Żydzi sprzedawali na ogół swoje towary taniej. Wykazywali dużą przedsiębiorczość w handlu, charakteryzowali się punktualnością, a w rzemiośle uczciwością. To zapewniało im sukcesy konkurencji”.

Do końca XIX wieku na prawie miasteczek ziemi sanockiej były Babice, Baligród, Dubiecko, Nowotaniec, Bukowsko, Jaćmierz, Jaśliska, Lutowiska, Mrzygłód, Tyrawa Wołoska, i Zarszyn. Większość tym miejscowości poważnie ucierpiała lub została spalona w czasie  inwazji rosyjskiej w okresie bitwy o Galicję podczas I wojny światowej. Sanok oraz ta część powiatu na linii Sanu i Wisłoka została odbita z rąk rosyjskich w dniach od 8 do 11 maja 1915 przez część prawego skrzydła Grupy Armii gen. von Mackensena, a od południa  przez Przełęcz Łupkowską przez wojska generała Marwitza. Do Sanok ponownie wkroczyli żołnierze 45 Pułku razem z piechotą bawarską i serbską.

### Zabudowa
Plan zabudowy miasteczka (łac. oppidum, niem. Städtlein, Städtchen, Markt, Flecken, jid. sztetl) zgodny był ze średniowieczną tradycją wynikającą z prawa magdeburskiego, tj. prostokątny rynek z czterema pierzejami z ratuszem pośrodku, kościołem usytuowanym przy ulicy wychodzącej z narożnika rynku i szachownicą ulic.

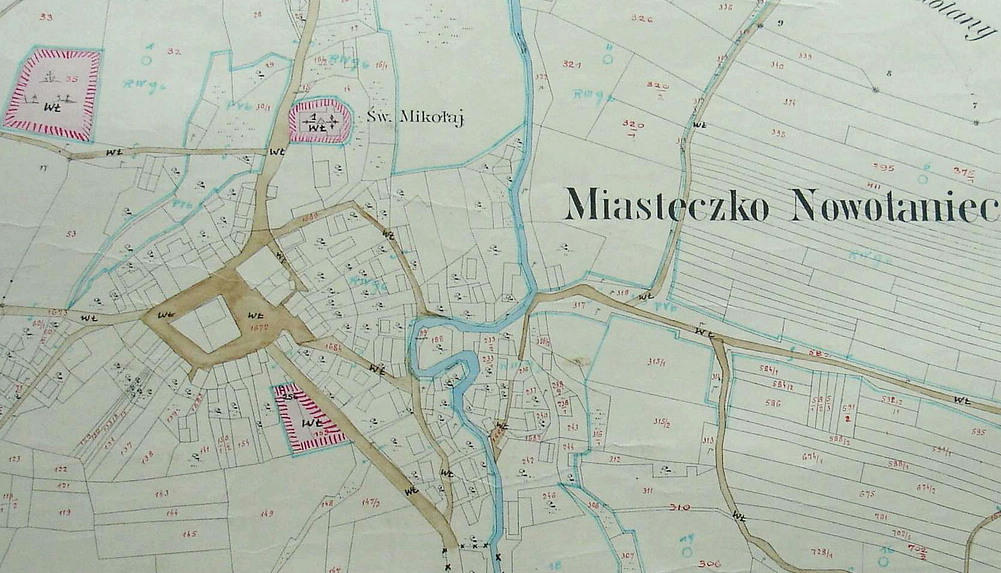
Mapa katastralna miasteczka Nowotaniec w Galicji, 1852

Centrum galicyjskiego miasteczka zajmował długi rynek posiadający kształt nieco rozszerzonej ulicy. Po obu stronach stały drewniane domy o oryginalnej ludowej architekturze, zwrócone szczytami do placu o konstrukcji przysłupowej,  będące niegdyś jednocześnie miejscem zamieszkiwania, warsztatem rzemieślniczym lub punktem handlowym.
Dom przysłupowy-wąskotraktowy posiadał często wsparte na słupach podcienia szczytowe. Aż do Kalwarii Pacławskiej w miastach i wsiach zachowała się saska (frankońska) tradycja budowy dużych domów przysłupowych i podcieniowych jako podstawowej formy w urbanistyce.   Wiejska chałupa przysłupowa zawsze występowała w związku z półtora- lub dwutraktem. Nie spotykano chałupy przysłupowej jednotraktowej. Sporadycznie występowały konstrukcje przysłupowe również w okolicy Sanoka. Domy przysłupowe najdalej na wschód sięgnęły dorzecza Wiaru. Dalej nie wzmiankuje tego faktu literatura etnograficzna polska i ukraińska.
Budynki wąskotraktowe spotykane były tylko w budownictwie małomiasteczkowym Zakliczyna, Czudca, Przeworska, Kańczugi, Pruchnika, Dynowa, Jaślisk, Niżankowic, gdy budynek usytuowany był w pierzei rynkowej.

„Smutny jest widok miasteczek w Galicji. Przepełnione rojami Żydów, brudne, rzadko gdzie brukowane, z błotem nieustającym po rynku i ulicach, które chyba zaledwo kilkutygodniowa susza oczyszcza, z domkami drewnianymi właściwej architektury, mają też właściwy system w układzie ulic i placów. Niemal w każdym znajduje się ogromny rynek, który zdaje się, że był kiedyś wybrukowany, ale kamienie zapadły się z czasem, teraz trawa na nich porasta. Mieszczanin zwany pogardliwie cabanem, „szarą długą kapotą wyróżnia się od włościanina i do kościoła idzie z książką do nabożeństwa. Zresztą w życiu jego, w sposobie zatrudnienia, mała od włościanina różnica” [w:] Marian Tyrowicz. Galicja od pierwszego rozbioru do wiosny ludów, 1772-1849: wybór tekstów źródłowych.

### Reformy józefińskie
W 1784 roku władze austriackie, w wyniku przeprowadzonej reformy administracyjnej państwa, przeprowadziły wielką akcję klasyfikacji galicyjskich miejscowości. Zastosowany wówczas podział miał wyłącznie znaczenie statystyczne i nie niósł żadnych reperkusji politycznych. Zdecydowanie ważniejszy był natomiast fakt podziału miejscowości na trzy klasy. Do pierwszej został zaliczony tylko Lwów, do drugiej klasy tylko dawne polskie miasta królewskie (niem. Stadt, łac. civitas), do ostatniej klasy przydzielano miasta municypalne (miasteczko, niem. Markt, łac. oppidum). Fakt przydziału miasta do drugiej klasy odbywał się jednak pod warunkiem udowodnienia przez władze miejskie, że miejscowość jest rzeczywiście miastem królewskim. Inną była decyzja o przeniesieniu cmentarzy poza miasta, podjęta jeszcze w przedrozbiorowej Polsce, wyszła zarówno ze środowiska duchownego, jak i władz państwowych. W józefińskiej Austrii sprawę rozwiązywał odgórny dekret cesarski z 1784. Zgodnie z cyrkularzem wydanym przez władze Królestwa Galicji i Lodomerii w 1784 wszystkie cmentarze w tym kraju przeniesiono w „przyzwoite miejsce poza osiadłościami” i starannie ogrodzono.

### Jarmarki i targi
Ważną rolę w wymianie towarowej odgrywały cotygodniowe targi i comiesięczne jarmarki. Dzięki nim miasteczka pełniły rolę rynku lokalnego o większym czy mniejszym zasięgu. Niektóre jarmarki, posiadające określoną specjalizację – na konie, bydło i trzodę chlewną – cieszyły się sporą renomą, przekraczającą granice kilku powiatów.

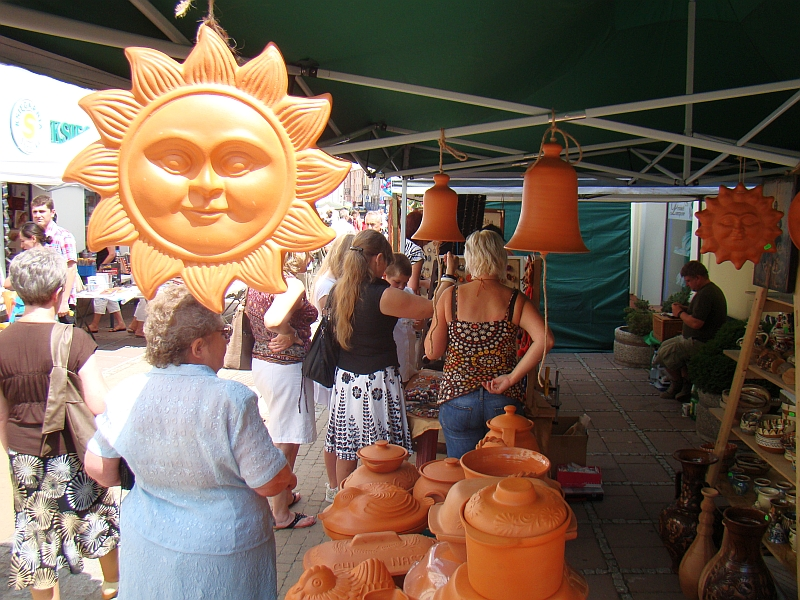
Do tradycji dawnych jarmarków nawiązują cykliczne imprezy organizowane na rynkach w Sanoku i Mrzygłodzie oraz w sanockim Skansenie, (Sanok, 2011).

W niektórych miasteczkach jarmarki odbywały się aż sześć razy w roku i trwały przez kilka dni. Większe imprezy odbywały się zwykle w wigilie znaczących świąt np. Bożego Narodzenia, Wielkanocy i Zielonych Świątek.
Przedmiotami handlu w czasie jarmarków były poza wymienionymi: zboże, wyroby tkackie, mleczarski i kramarskie towary.
Współczesny jarmark organizowany na rynku w wigilię świąt Bożego Narodzenia nawiązuje do dawnej tradycji kiermaszów bożonarodzeniowych, smakowite wypieki kół gospodyń wiejskich, wspólne kolędowanie, żywa szopka i świąteczny nastrój przyciągają zarówno mieszkańców, jak i turystów.

### Grupy etnograficzne poza obrębem miasta
Obok takich miejscowości jak Bukowsko, Jaśliska, Mrzygłód, Sanok czy Zarszyn okolica do operacji Wisła leżał na terenach południowego pograniczna kulturowego poza zasięgiem zwartego osadnictwa polskiego (wyspa językowa), otoczone wsiami z dominującą przewagą ludności rusińskiej.
Ludność polska posługiwała się dialektem sanockim, będącym gwarowym wariantem dialektu małopolskiego. W gwarze tej  nie występowało zjawisko mazurzenia.
Według historyka Marcina Bielskiego (1551) osiedlanie kolonistów na terenie Dołów jasielsko-sanockich przypisywano już Bolesławowi Chrobremu – „A dlatego je (Niemców) Bolesław  tam osadzał, aby bronili granic od Węgier i Rusi; ale że był lud gruby, niewaleczny, obrócono je do roli i do krów, bo sery dobrze czynią, zwłacza w Spiżu i na Pogórzu, drudzy też kądziel dobrze przędą i przetoż płócien z Pogórza u nas bywa najwięcej”. Ponad trzydzieści lat później w roku 1582 kronikarz Maciej Stryjkowski napisał, że niemieccy chłopi osadzeni pod Przeworskiem, Przemyślem, Sanokiem, i Jarosławiem są „dobrymi rolnikami”. W połowie XVI wieku północna część ziemi sanockiej kolonizowana była przez osadników z Mazowsza przy udziale starosty Zbigniewa Sienieńskiego.
Osadnicy ruscy i wołoscy jak  świadczą dokumenty pisane wchodzą masowo na te tereny dopiero w XV wieku. Od średniowiecza góry otaczające Sanok były w całości własnością kilkunastu rodów szlacheckich. Najdawniejszymi rodami byli w tych górach Balowie, Herburtowie, Kmitowie, Fredrowie, Krasiccy, i Stadniccy. Był to zakątek kraju bardzo ubogi.
W górach karpackich tylko sanockie były okolicą szlachty gniazdowej, ale już góry samborskie należały do królewszczyzn. Kolonizacja na prawie magdeburskim kończyła się na sanockim i przemyskim podgórzu, na samym pograniczu wschodnim i północno-wschodnim sanockiego wsie zakładane były na prawie wołoskim. Występowały tu również liczne „żupy solne”, z których Bojkowie rozwozili sól po całej Czerwonej-Rusi. Od drugiej połowie XIX rozwija się przemysł naftowy.
Do 1946 południowo-wschodnie okolice Sanoka zamieszkane było w większości przez rusińskich Łemków. „Gdzie ich nazywano (1851), albo Sanockimi Góralami, albo też Lemkami, od przysłówka „lem”. Rozproszone enklawy tej grupy pozostały do dziś w dorzeczu Osławy m.in. w Mokrem, Szczawnem, Kulasznem, Łupkowie, Rzepedzi, Turzańsku, i Komańczy.
W drugiej połowie XIX wieku rozróżniano przede wszystkim dwie wielkie grupy etnograficzne na obszarze ówczesnej Galicji tj. górali czyli mieszkańców gór, i podalaków czyli równiaków, mieszkańców równin;
- Rody góralskie; Żywczaki, Babiogórcy, Rabczanie czyli Zagórzanie, Kliszczaki, Podhalanie, Nowotarżanie, Górale pienińscy i sądeccy, Spiżanie czyli Gardłaki, Kurtacy czyli Czuchońcy (Łemkowie, Rusnaki), Bojkowie (Werchowyńcy), Tucholcy, Huculi (Czarnogórcy).
- Rody równiaków galicyjskich: Krakowiacy, Mazury, Grębowiacy (Lesowiacy, czyli Borowcy), Głuchoniemcy, Bełżanie, Bużanie (Łopotniki, Poleszuki), Opolanie, Wołyniacy, Pobereżcy czyli Nistrowianie[29].

Następującą charakterystykę ludności Galicji przedstawia dokument Gubernium Lwowskiego z 1841 roku:

Mieszczanie w większych miastach zamożni i oświeceni bardziej nawet jak szlachta. W małych miastach nie różnią się prawie od włościan pod względem oświaty. Wolni od pańszczyzny mogą zająć się sobą, dlatego w zasadzie umieją czytać. Włościanie dzielą się na trzy grupy: Mazurów, górali i Rusinów. Mazurzy od Krakowa aż po Jarosław są osiedleni. Mówią po polsku i mazowiecku, są wyznania rzymskokatolickiego. Jest to lud prosty, mało oświecony, poczciwy. Występki lub zbrodnie pochodzą najczęściej z pijaństwa lub nędzy. Cnotami ich to przywiązanie do panów i posłuszeństwo im. Są pracowici, mało dbają o siebie, ograniczeni w potrzebach, przywiązani do religii. Wadami ich – to pijaństwo, niechlujność, wstręt do wojska i do nauki, zawziętość w bójkach. Górale – weseli, ochoczy, uprzejmi, odważni. Z powodu ubóstwa idą za zarobkiem często aż do granic Litwy, więcej oświeceni. Mniej u nich występków. Rusini zajmują większą połowę wschodniego kraju. Lud ciemny, krnąbrny, leniwy, zawzięty i zuchwały. Mówią innym językiem, wyznają inną religię. Dla fanatyzmu religijnego niechętni są swoim panom, ślepo posłuszni popom, których nazywają swoimi dobrodziejami. Nie lubią panów, nazywają ich Lachami. Są bardzo brudni, mało dbają o swoje gospodarstwa, dlatego bardziej jak inni włościanie Galicji popadają w głód i nędzę.

## Uroczystości otwarcia rynku
W uroczystym otwarciu rynku w dniu 16 września 2011 wzięła udział posłanka Elżbieta Łukacijewska, władze województwa i powiatu przy udziale sympatyków i mieszkańców Sanoka, Grupa Rafała Kmity z Teatru Stu w programie „Aj, waj, czyli historie z cynamonem”, Grupa Rekonstrukcji Historycznej „Gorlice 1915”, pokazano również film o Galicyjskim Rynku, grupa Tołhaje zaprezentowała swoją najnowszą płytę.

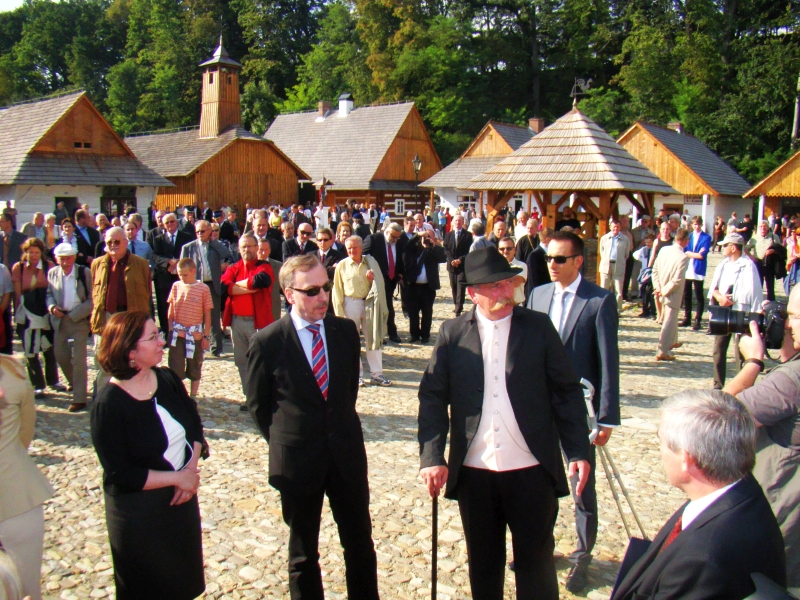
Powitanie Gości na Galicyjskim Rynku
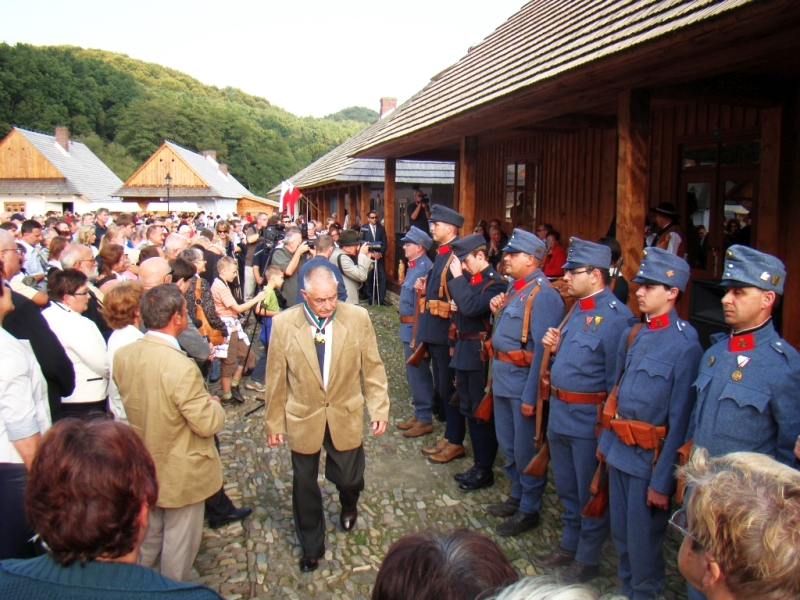
Profesor Jerzy Czajkowski odznaczony w dniu otwarcia Rynku Medalem „Zasłużony Kulturze Gloria Artis”

## Rynek w kulturze i sztuce
W plenerach Galicyjskiego Rynku kręcone były m.in. filmy:
- Śladami Draży z cyklu „Żołnierze wyklęci”, reż. Andrzej Olejko, prod. TVP Rzeszów[31]
- Als der Tod ins Leben wuchs, reż. Sebastian Ed Ehernberg przez Monachijską Szkołę Filmową[32]

## Wyróżnienia
W 2012 Muzeum Budownictwa Ludowego w Sanoku otrzymało Godło „Produkt Roku Ziemi Sanockiej” za produkt: rynek galicyjski.